# Faro di Alderney
Il faro di Alderney (Alderney lighthouse, in inglese), conosciuto anche come Mannez lighthouse, si trova a Quénard Point, nel nord-est dell'isola di Alderney, una delle Isole del Canale. La sua luce fornisce un riferimento alle navi di passaggio e segnala le insidiose acque intorno all'isola. In particolare, lo stretto tra Alderney e Cap de la Hague (Bassa Normandia, Francia) noto come "The Race Alderney" è percorso dalle correnti di marea più forti d'Europa. Il fondale irregolare aumenta le turbolenze, rese ancora più pericolose dagli scogli sottostanti il faro.

## Storia
Costruito nel 1912, consiste in una torre alta 32 metri dipinta di bianco, con una banda centrale nera che lo rende maggiormente visibile alla luce del giorno. Adiacenti alla torre ci sono le ex case dei custodi ed i locali di servizio e tutta la struttura è circondata da un muro bianco. Nel 1976 venne elettrificato ed attualmente la luce è generata da due lampade ad alogenuri metallici da 400 W.
Il 1º ottobre del 1997 i guardiani cedettero il posto all'automazione, e da allora il faro è monitorato a distanza dal centro di controllo di Trinity House ad Harwich, nell'Essex.